# TNA Knockouts World Tag Team Championship
El TNA Knockouts World Tag Team Championship (Campeonato Mundial Knockouts en Parejas de TNA, en español) es un campeonato en parejas de lucha libre profesional de la empresa Total Nonstop Action Wrestling (TNA). El título fue exclusivo para las parejas de mujeres. Las campeonas actuales son The Elegance Brand (Ash by Elegance & Heather by Elegance), quienes se encuentran en su primer reinado como equipo. 
Este campeonato fue creado el 20 de agosto de 2009 durante un segmento entre bastidores en el programa de televisión principal de TNA iMPACT!. Como la mayoría de los campeonatos de lucha libre profesional, el título se gana mediante el resultado de un combate. Sarita & Taylor Wilde fueron los campeones inaugurales. Ganaron un torneo de cuatro semanas para coronar a las primeras campeonas. Los campeones finales fueron ODB y Eric Young, que ostentaron los títulos durante un récord de 478 días hasta su desaparición en 2013, pero fueron reactivados en 2021 en el evento Hard to Kill.
Tras su establecimiento, fue clasificado como un campeonato exclusivo para parejas en la división femenina. Sin embargo, existen excepciones donde más de dos luchadoras pueden ser considerados campeones al mismo tiempo — y defender los campeonatos — bajo la denominada Freebird Rule, como fue el caso del primer reinado de The Beautiful People.

## Historia
El 20 de agosto de 2009, en iMPACT! se anunció la creación del TNA Knockout Tag Team Championship, el primer cinturón nacional en parejas para mujeres en 20 años. Las primeras campeonas fueron determinadas por un torneo de ocho equipos.
Las primeras campeonas fueron Taylor Wilde & Sarita, quienes derrotaron a The Beautiful People (Velvet Sky & Madison Rayne) el 20 de septiembre de 2009 en No Surrender. El 28 de febrero (emitido el 8 de marzo), ODB & Eric Young derrotaron a las campeonas Gail Kim & Madison Rayne, ganando los títulos, siendo con esto Young el único hombre que ha ganado el campeonato. Tras esto, no defendieron los campeonatos desde Lockdown de 2012, dejando de aparecer con los títulos el resto de su reinado. Finalmente, el 20 de junio de 2013, Booke Hogan despojó a ODB y a Young de los títulos, debido a que Young es un hombre, siendo desactivado la semana siguiente.
El 24 de octubre de 2020, en Bound For Glory se anunció el regreso de los Campeonatos en Parejas de Knockouts de Impact, bajo la regla de un torneo, el cual finalizó en Hard to Kill, donde Fire 'N Flava (Kiera Hogan & Tasha Steelz) ganaron los respectivos títulos.

## Torneo por el título (2009)
La primera ronda y las semifinales fueron emitidas en TNA Impact!, mientras que la final fue en el PPV No Surrender.
El torneo se desarrolló de la siguiente forma:
|  | Cuartos de final                                  | Cuartos de final                                  | Cuartos de final            |                             |     | Semifinales        | Semifinales           | Semifinales           |     |  | Final          | Final          | Final          |  |
|  | (TV - TNA Impact!)                                | (TV - TNA Impact!)                                | (TV - TNA Impact!)          |                             |     | (TV - TNA Impact!) | (TV - TNA Impact!)    | (TV - TNA Impact!)    |     |  | (No Surrender) | (No Surrender) | (No Surrender) |  |
|  |                                                   |                                                   |                             |                             |     |                    |                       |                       |     |  |                |                |                |  |
|  |                                                   |                                                   |                             |                             |     |                    |                       |                       |     |  |                |                |                |  |
|  | The Main Event Mafia (Traci Brooks & Sharmell)    |                                                   |                             |                             |     |                    |                       |                       |     |  |                |                |                |  |
|  |                                                   |                                                   |                             |                             |     |                    |                       |                       |     |  |                |                |                |  |
|  | Awesome Kong & Raisha Saeed                       | Awesome Kong & Raisha Saeed                       | Pin                         |                             |     |                    |                       |                       |     |  |                |                |                |  |
|  | Awesome Kong & Raisha Saeed                       | Awesome Kong & Raisha Saeed                       | Pin                         | Awesome Kong & Raisha Saeed |     |                    |                       |                       |     |  |                |                |                |  |
|  |                                                   |                                                   |                             |                             |     |                    |                       |                       |     |  |                |                |                |  |
|  |                                                   |                                                   | Taylor Wilde & Sarita       | Taylor Wilde & Sarita       | Pin |                    |                       |                       |     |  |                |                |                |  |
|  | Taylor Wilde & Sarita                             | Taylor Wilde & Sarita                             | Taylor Wilde & Sarita       | Taylor Wilde & Sarita       | Pin | Pin                |                       |                       |     |  |                |                |                |  |
|  | Taylor Wilde & Sarita                             | Taylor Wilde & Sarita                             |                             |                             |     |                    |                       |                       |     |  |                |                |                |  |
|  | Daffney & Alissa Flash                            |                                                   |                             |                             |     |                    |                       |                       |     |  |                |                |                |  |
|  |                                                   |                                                   |                             |                             |     |                    | Taylor Wilde & Sarita | Taylor Wilde & Sarita | Pin |  |                |                |                |  |
|  |                                                   |                                                   |                             |                             |     |                    |                       |                       | Pin |  |                |                |                |  |
|  |                                                   |                                                   | Velvet Sky & Madison Rayne* |                             |     |                    |                       |                       |     |  |                |                |                |  |
|  | The Beautiful People (Angelina Love & Velvet Sky) | The Beautiful People (Angelina Love & Velvet Sky) | Pin                         |                             |     |                    |                       |                       |     |  |                |                |                |  |
|  | The Beautiful People (Angelina Love & Velvet Sky) | The Beautiful People (Angelina Love & Velvet Sky) | Pin                         |                             |     |                    |                       |                       |     |  |                |                |                |  |
|  | Madison Rayne & Roxxi                             |                                                   |                             |                             |     |                    |                       |                       |     |  |                |                |                |  |
|  |                                                   | Angelina Love & Velvet Sky                        | Angelina Love & Velvet Sky  | Pin                         |     |                    |                       |                       |     |  |                |                |                |  |
|  |                                                   |                                                   |                             | Pin                         |     |                    |                       |                       |     |  |                |                |                |  |
|  |                                                   |                                                   | Tara & Christy Hemme        |                             |     |                    |                       |                       |     |  |                |                |                |  |
|  | Hamada & Sojournor Bolt                           |                                                   |                             |                             |     |                    |                       |                       |     |  |                |                |                |  |
|  |                                                   |                                                   |                             |                             |     |                    |                       |                       |     |  |                |                |                |  |
|  | Tara & Christy Hemme                              | Tara & Christy Hemme                              | Pin                         |                             |     |                    |                       |                       |     |  |                |                |                |  |
|  | Tara & Christy Hemme                              | Tara & Christy Hemme                              | Pin                         |                             |     |                    |                       |                       |     |  |                |                |                |  |
|  |                                                   |                                                   |                             |                             |     |                    |                       |                       |     |  |                |                |                |  |

*En la final, Angelina Love fue sustituida por Madison Rayne por problemas por su visado de trabajo.

## Torneo por el título (2020)
El 24 de octubre de 2020, en Bound For Glory se anunció un torneo por los Campeonatos en Parejas de la Knockouts de Impact.
Pin=conteo de tres; Sub=rendición
|  | Primera ronda Impact! (17/11/2020), (24/11/2020), (1/12/2020) y (8/12/2020) | Primera ronda Impact! (17/11/2020), (24/11/2020), (1/12/2020) y (8/12/2020) | Primera ronda Impact! (17/11/2020), (24/11/2020), (1/12/2020) y (8/12/2020) |  |                            | Semifinales Impact! (15/12/2020), (5/1/2021) | Semifinales Impact! (15/12/2020), (5/1/2021) | Semifinales Impact! (15/12/2020), (5/1/2021) |  |  | Final Hard To Kill (16/1/2021) | Final Hard To Kill (16/1/2021) | Final Hard To Kill (16/1/2021) |  |
|  |                                                                             |                                                                             |                                                                             |  |                            |                                              |                                              |                                              |  |  |                                |                                |                                |  |
|  |                                                                             |                                                                             |                                                                             |  |                            |                                              |                                              |                                              |  |  |                                |                                |                                |  |
|  | Tenille Dashwood & Alisha                                                   | Tenille Dashwood & Alisha                                                   | 6:32                                                                        |  |                            |                                              |                                              |                                              |  |  |                                |                                |                                |  |
|  | Tenille Dashwood & Alisha                                                   | Tenille Dashwood & Alisha                                                   | 6:32                                                                        |  |                            |                                              |                                              |                                              |  |  |                                |                                |                                |  |
|  | Havok & Nevaeh                                                              | Havok & Nevaeh                                                              | Pin                                                                         |  |                            |                                              |                                              |                                              |  |  |                                |                                |                                |  |
|  | Havok & Nevaeh                                                              | Havok & Nevaeh                                                              | Pin                                                                         |  | Havok & Nevaeh             | Havok & Nevaeh                               | Pin                                          |                                              |  |  |                                |                                |                                |  |
|  |                                                                             |                                                                             |                                                                             |  | Havok & Nevaeh             | Havok & Nevaeh                               | Pin                                          |                                              |  |  |                                |                                |                                |  |
|  |                                                                             |                                                                             | Jordynne Grace & Jazz                                                       |  |                            |                                              |                                              |                                              |  |  |                                |                                |                                |  |
|  | Killer Kelly & Renee Michelle                                               | Killer Kelly & Renee Michelle                                               | 8:54                                                                        |  |                            |                                              |                                              |                                              |  |  |                                |                                |                                |  |
|  | Killer Kelly & Renee Michelle                                               | Killer Kelly & Renee Michelle                                               | 8:54                                                                        |  |                            |                                              |                                              |                                              |  |  |                                |                                |                                |  |
|  | Jordynne Grace & Jazz                                                       | Jordynne Grace & Jazz                                                       | Pin                                                                         |  |                            |                                              |                                              |                                              |  |  |                                |                                |                                |  |
|  | Jordynne Grace & Jazz                                                       | Jordynne Grace & Jazz                                                       | Pin                                                                         |  |                            |                                              | Havok & Nevaeh                               |                                              |  |  |                                |                                |                                |  |
|  |                                                                             |                                                                             |                                                                             |  |                            |                                              |                                              |                                              |  |  |                                |                                |                                |  |
|  |                                                                             |                                                                             | Kiera Hogan & Tasha Steelz                                                  |  |                            |                                              |                                              |                                              |  |  |                                |                                |                                |  |
|  | Kiera Hogan & Tasha Steelz                                                  | Kiera Hogan & Tasha Steelz                                                  | Pin                                                                         |  |                            |                                              |                                              |                                              |  |  |                                |                                |                                |  |
|  | Kiera Hogan & Tasha Steelz                                                  | Kiera Hogan & Tasha Steelz                                                  | Pin                                                                         |  |                            |                                              |                                              |                                              |  |  |                                |                                |                                |  |
|  | Sea Stars (Ashley Vox & Delmi Exo)                                          | Sea Stars (Ashley Vox & Delmi Exo)                                          | 7:10                                                                        |  |                            |                                              |                                              |                                              |  |  |                                |                                |                                |  |
|  | Sea Stars (Ashley Vox & Delmi Exo)                                          | Sea Stars (Ashley Vox & Delmi Exo)                                          | 7:10                                                                        |  | Kiera Hogan & Tasha Steelz | Kiera Hogan & Tasha Steelz                   | Pin                                          |                                              |  |  |                                |                                |                                |  |
|  |                                                                             |                                                                             |                                                                             |  | Kiera Hogan & Tasha Steelz | Kiera Hogan & Tasha Steelz                   | Pin                                          |                                              |  |  |                                |                                |                                |  |
|  |                                                                             |                                                                             | Taya Valkyrie & Rosemary                                                    |  |                            |                                              |                                              |                                              |  |  |                                |                                |                                |  |
|  | Deonna Purrazzo & Kimber Lee                                                |                                                                             |                                                                             |  |                            |                                              |                                              |                                              |  |  |                                |                                |                                |  |
|  |                                                                             |                                                                             |                                                                             |  |                            |                                              |                                              |                                              |  |  |                                |                                |                                |  |
|  | Taya Valkyrie & Rosemary                                                    | Taya Valkyrie & Rosemary                                                    | Pin                                                                         |  |                            |                                              |                                              |                                              |  |  |                                |                                |                                |  |
|  | Taya Valkyrie & Rosemary                                                    | Taya Valkyrie & Rosemary                                                    | Pin                                                                         |  |                            |                                              |                                              |                                              |  |  |                                |                                |                                |  |
|  |                                                                             |                                                                             |                                                                             |  |                            |                                              |                                              |                                              |  |  |                                |                                |                                |  |

## Nombres
| Nombre                                    | Años            |
| ----------------------------------------- | --------------- |
| TNA Knockouts Tag Team Championship       | 2009 — 2013     |
| Impact Knockouts Tag Team Championship    | 2020 — 2024     |
| TNA Knockouts World Tag Team Championship | 2024 — presente |

## Campeonas
El Campeonato de Knockouts en Parejas de Impact es un campeonato exclusivo por la división femenina creado por Impact Wrestling en 2009. Las campeonas inaugurales fueron Sarita & Taylor Wilde, quienes ganaron en un No Surrender, y desde entonces ha habido 21 distintos equipos y 32 luchadoras y un luchador masculino campeonas oficiales, repartidos en 23 reinados en total. Sarita, Taylor Wilde, Hamada, Angelina Love, Gail Kim, Rosemary, Cassie Lee, Jessie McKay, Tenille Dashwood, Taya Valkyrie, Chelsea Green, Killer Kelly & Masha Slamovich son las trece luchadoras no estadounidenses que han ostentado el título. 
El reinado más largo en la historia del título le pertenece a Eric Young & ODB, quienes mantuvieron el campeonato por 469 días en 2012 y 2013 hasta su desactivacion, además de Young ser el primer (y hasta ahora único) hombre en ganar un campeonato femenino en la compañía. Por otro lado, un equipo ha tenido un reinado de menos de 25 días: Jordynne Grace & Rachael Ellering en 2021. Aquel reinado es el más corto en la historia del campeonato.
En cuanto a los días en total como campeonas (un acumulado entre la suma de todos los días de los reinados individuales de cada luchador), Eric Young & ODB también posee el primer lugar, con 469 días como campeones en su único reinado. Les siguen Fire 'N Flava — Kiera Hogan & Tasha Steelz — (163 días en sus dos reinados), The Beautiful People — Lacey Von Erich, Madison Rayne & Velvet Sky — (141 días en su único reinado), Mexican America — Rosita & Sarita — (129 días en su único reinado), y Gail Kim & Madison Rayne (126 días en su único reinado). En cuanto a los días en total como campeones, de manera individual, Eric Young & ODB poseen el primer lugar con 469 días en su único reinado como campeones. Le sigue Madison Rayne (266 días en sus dos reinados), Taylor Wilde (238 días en sus dos reinados), y Sarita (227 días en sus dos reinados). 
La campeona más joven en la historia es Rosita, quien a los 20 años y 60 días derrotó junto a Sarita a Angelina Love & Winter el 13 de marzo de 2011 en Victory Road. En contraparte, el campeón más viejo es Tara, quien a los 40 años derrotó junto a Brooke Tessmacher a Mexican America en Impact Wrestling el 20 de julio de 2011. En cuanto al peso de los campeones, pesado	Awesome Kong & Hamada son los más pesados con 187 kilogramos combinados, mientras que tanto Rosita & Sarita son los más livianos, con 102 kilogramos mientras fueron campeones de forma individual. 
Por último, Rosemary es la luchadora con más reinados (de forma individual), con cuatro a su posición.

### Campeonas actuales
Las campeonas actuales son The Elegance Brand (Ash by Elegance & Heather by Elegance), quienes se encuentran en su primer reinado en conjunto. Ash & Heather ganaron los títulos luego de derrotar a las excampeonas Spitfire (Dani Luna & Jody Threat) el 14 de marzo de 2025 en Sacrifice.
The Elegance Brand registra hasta el 5 del agosto de 2025 las siguientes defensas televisadas:
1. vs. Spitfire (Dani Luna & Jody Threat) vs. The Meta-Four (Jakara Jackson & Lash Legend) vs. Gigi Dolin & Tatum Paxley (27 de abril de 2025, Rebellion).
2. vs. Spitfire (Dani Luna & Jody Threat) (23 de mayo de 2025, Under Siege).
3. vs. The IInspiration (Cassie Lee & Jessie McKay) (20 de julio de 2025, Slammiversary)

### Lista de campeonas
| N.º                                               | Campeonas                                                                      | Lucha                    | Lucha           | Lucha                 | Estadísticas | Estadísticas | Notas y referencias |
| N.º                                               | Campeonas                                                                      | Fecha                    | Evento          | Ubicación             | Reinado      | Días         | Notas y referencias |
| ------------------------------------------------- | ------------------------------------------------------------------------------ | ------------------------ | --------------- | --------------------- | ------------ | ------------ | --- |
| Campeonato Knockouts en Parejas de TNA            |                                                                                |                          |                 |                       |              |              | |
| 1                                                 | Sarita (1) & Taylor Wilde (1)                                                  | 20 de septiembre de 2009 | No Surrender    | Orlando, Florida      | 1            | 106          | Derrotaron a The Beautiful People (Madison Rayne & Velvet Sky) en la final de un torneo. |
| 2                                                 | Awesome Kong (1) & Hamada (1)                                                  | 4 de enero de 2010       | iMPACT!         | Orlando, Florida      | 1            | 63           | |
| —                                                 | Vacante                                                                        | 8 de marzo de 2010       | iMPACT!         | Orlando, Florida      | —            | —            | Debido al despido de Kong, quien había sido despedida de la empresa el 1 de marzo, pero mantuvo el título hasta el 8 de marzo.                                                                           |
| 3                                                 | The Beautiful People (Lacey Von Erich (1), Madison Rayne (1) & Velvet Sky (1)) | 8 de marzo de 2010       | iMPACT!         | Orlando, Florida      | 1            | 141          | Derrotaron a Sarita & Taylor Wilde y Tara & Angelina Love por el campeonatro vacante. El campeonato fue ganado por Rayne y Sky, pero Von Erich también es reconocida como campeona por la Freebird Rule. |
| 4                                                 | Hamada (2) & Taylor Wilde (2)                                                  | 5 de agosto de 2010      | iMPACT!         | Orlando, Florida      | 1            | 126          | |
| —                                                 | Vacante                                                                        | 9 de diciembre de 2010   | iMPACT!         | Orlando, Florida      | —            | —            | Debido a que Hamada fue liberada de su contrato con TNA, y el campeonato no se defendió durante 30 días.                                                                                                 |
| 5                                                 | Angelina Love (1) & Winter (1)                                                 | 23 de diciembre de 2010  | iMPACT!         | Orlando, Florida      | 1            | 80           | Derrotaron a Madison Rayne & Tara en la final de un torneo. |
| 6                                                 | Mexican America (Rosita (1) & Sarita (2))                                      | 13 de marzo de 2011      | Victory Road    | Orlando, Florida      | 1            | 129          | |
| 7                                                 | TnT (Brooke Tessmacher (1) & Tara (1))                                         | 20 de julio de 2011      | iMPACT!         | Orlando, Florida      | 1            | 106          | Fue emitido el 21 de julio. |
| 8                                                 | Gail Kim (1) & Madison Rayne (2)                                               | 3 de noviembre de 2011   | iMPACT!         | Macon, Georgia        | 1            | 126          | |
| 9                                                 | Eric Young (1) & ODB (1)                                                       | 8 de marzo de 2012       | iMPACT!         | Orlando, Florida      | 1            | 469          | Este es el reinado más largo de la historia del campeonato. Young es el primer hombre en ganar un campeonato femenino en TNA/Impact                                                                      |
| —                                                 | Vacante                                                                        | 20 de junio de 2013      | iMPACT!         | Peoria, Illinois      | —            | —            | Debido a que Brooke Hogan les quitó los títulos debido a que Young es un hombre. |
| —                                                 | Desactivado                                                                    | 27 de junio de 2013      | —               | —                     | —            | —            | El título fue desactivado y su perfil fue eliminado del sitio web. |
| Campeonato Knockouts en Parejas Mundial de Impact |                                                                                |                          |                 |                       |              |              | |
| 10                                                | Fire 'N Flava (Kiera Hogan (1) & Tasha Steelz (1))                             | 16 de enero de 2021      | Hard to Kill    | Nashville, Tennessee  | 1            | 99           | Derrotaron a Havok & Nevaeh en la final de un torneo. |
| 11                                                | Jordynne Grace (1) & Rachael Ellering (1)                                      | 25 de abril de 2021      | Rebellion       | Nashville, Tennessee  | 1            | 20           | |
| 12                                                | Fire 'N Flava (Kiera Hogan (2) & Tasha Steelz (2))                             | 15 de mayo de 2021       | Under Siege     | Nashville, Tennessee  | 2            | 64           | |
| 13                                                | Decay (Havok (1) & Rosemary (1))                                               | 18 de julio de 2021      | Slammiversary   | Nashville, Tennessee  | 1            | 98           | |
| 14                                                | The IInspiration (Cassie Lee (1) & Jessie McKay (1))                           | 23 de octubre de 2021    | Bound for Glory | Sunrise Manor, Nevada | 1            | 133          | |
| 15                                                | The Influence (Madison Rayne (3) & Tenille Dashwood (1))                       | 5 de marzo de 2022       | Sacrifice       | Louisville, Kentucky  | 1            | 106          | |
| 16                                                | Rosemary (2) & Taya Valkyrie (1)                                               | 19 de junio de 2022      | Slammiversary   | Nashville, Tennessee  | 1            | 54           | [ 4 ] |
| 17                                                | VXT (Deonna Purrazzo (1) & Chelsea Green (1))                                  | 12 de agosto de 2022     | Emergence       | Chicago, Illinois     | 1            | 56           | [ 5 ] |
| 18                                                | Death Dollz (Jessicka (2), Taya Valkyrie (2) & Rosemary (3)).                  | 7 de octubre de 2022     | Bound for Glory | Albany, Nueva York    | 2            | 142          | Jessicka anteriormente conocida como Havok. Así mismo, se reconoció a Rosemary como campeona al utilizar la Freebird Rule.                                                                               |
| 19                                                | The Coven (Taylor Wilde (3) & KiLynn King (1))                                 | 26 de febrero de 2023    | Impact!         | Sunrise Manor, Nevada | 1            | 140          | Fue emitido el 16 de marzo. |
| Campeonato Mundial de Knockouts en Parejas de TNA |                                                                                |                          |                 |                       |              |              | |
| 20                                                | MK Ultra (Masha Slamovich (1) & Killer Kelly (1))                              | 15 de julio de 2023      | Slammiversary   | Windsor, Ontario.     | 1            | 182          | Durante su reinado el título se renombró como TNA Knockouts World Tag Team Championship y se cambió el diseño del campeonato.                                                                            |
| 21                                                | Decay (Havok (3) & Rosemary (4))                                               | 13 de enero de 2024      | Hard to Kill    | Las Vegas, Nevada.    | 3            | 41           | Anteriormente conocidas como Death Dollz, debido a eso se cuenta como tercer reinado. |
| 22                                                | MK Ultra (Masha Slamovich (2) & Killer Kelly (2))                              | 23 de febrero de 2024    | No Surrender    | Las Vegas, Nevada.    | 2            | 14           | [ 10 ] |
| 23                                                | Spitfire (Dani Luna (1) & Jody Threat (1))                                     | 8 de marzo de 2024       | Sacrifice       | Windsor, Ontario.     | 1            | 56           | [ 11 ] |
| 24                                                | The Malisha (Alisha Edwards (1) & Masha Slamovich (3))                         | 3 de mayo de 2024        | Under Siege     | Albany, Nueva York.   | 1            | 133          | [ 12 ] |
| 25                                                | Spitfire (Dani Luna (2) & Jody Threat (2))                                     | 13 de septiembre de 2024 | Victory Road    | San Antonio, Texas    | 2            | 182          | Tasha Steelz reemplazó a Alisha debido a una lesión. |
| 26                                                | The Elegance Brand (Ash by Elegance (1) & Heather by Elegance (1))             | 14 de marzo de 2025      | Sacrifice       | El Paso, Texas        | 1            | 144+         | |

### Total de días como campeones
La siguiente lista muestra el total de días que un equipo o un luchador ha poseído el campeonato, si se suman todos los reinados que posee. 

#### Por equipo

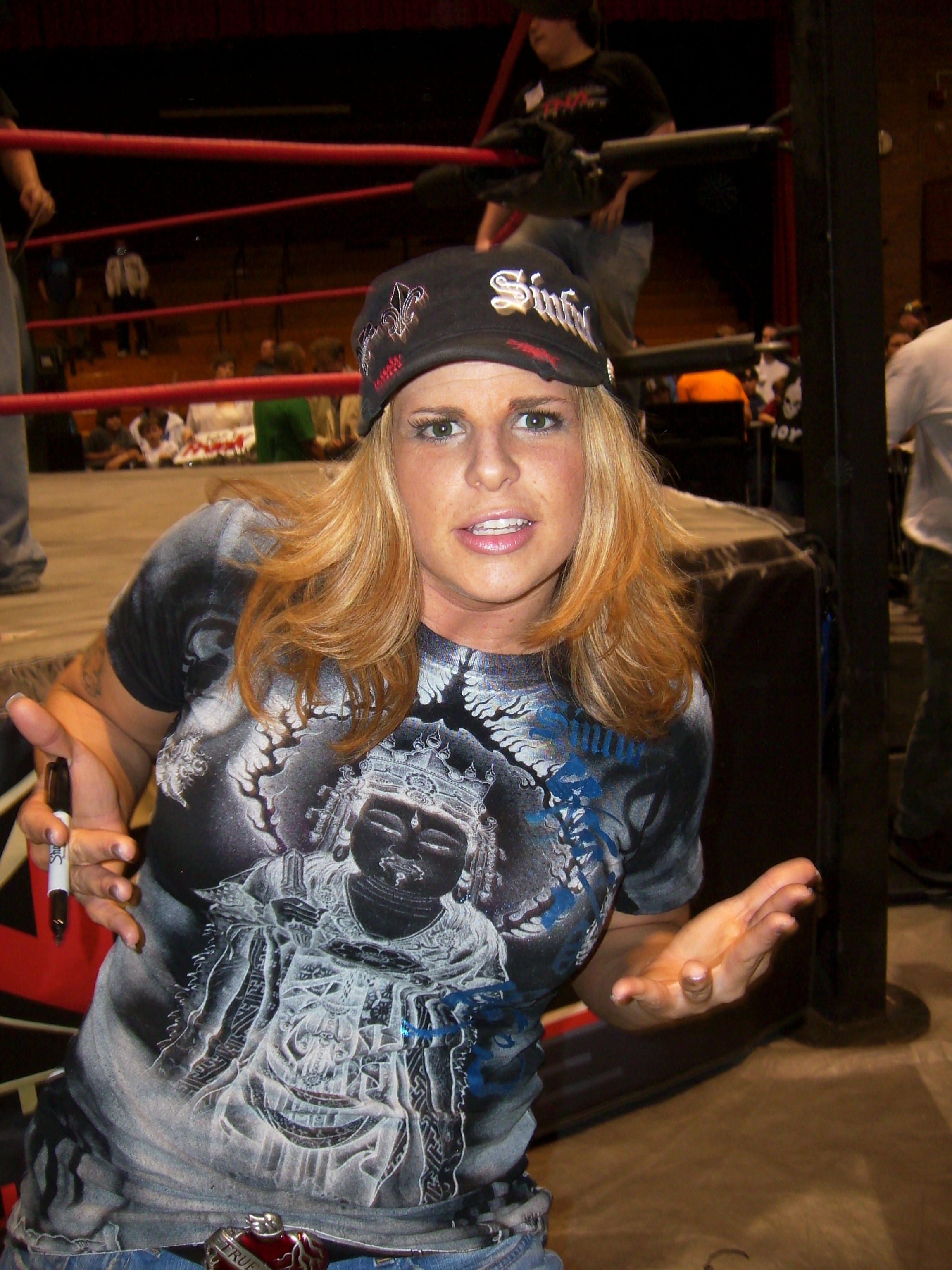
ODB ostenta, junto a Eric Young, el reinado más largo en la historia del campeonato, con 469 días.

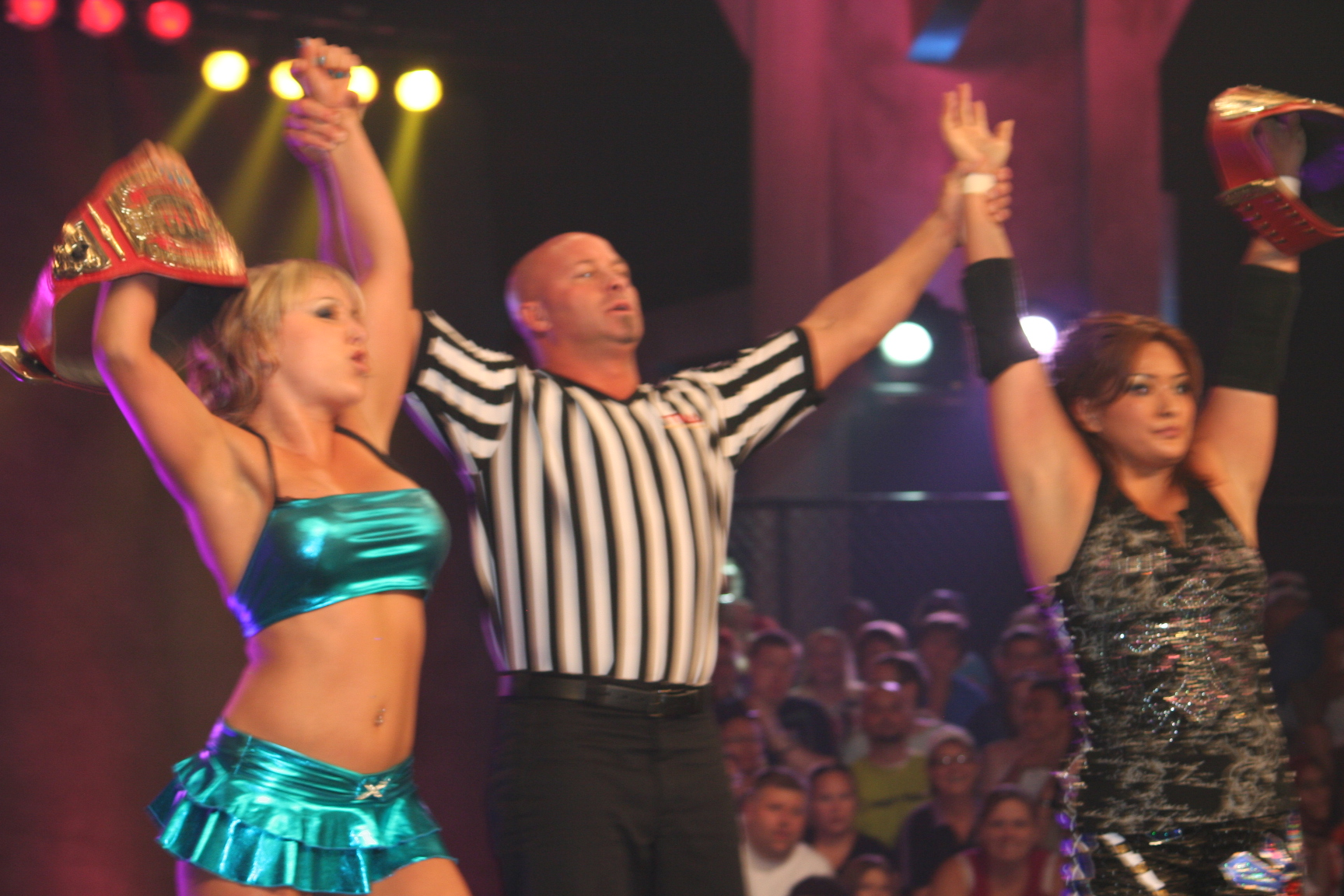
Hamada & Taylor Wilde en su reinado de 126 días como Campeonas Knockouts en Parejas de TNA.

Actualizado a la fecha del 5 de agosto de 2025.
| + | Indica a los campeones actuales |

| N.º | Equipo                                                             | Reinados | Total de días |
| --- | ------------------------------------------------------------------ | -------- | ------------- |
| 1   | Eric Young & ODB                                                   | 1        | 469           |
| 2   | Spitfire (Dani Luna & Jody Threat)                                 | 2        | 238           |
| 3   | MK Ultra (Masha Slamovich & Killer Kelly)                          | 2        | 196           |
| 4   | Fire 'N Flava (Kiera Hogan & Tasha Steelz)                         | 2        | 163           |
| 5   | The Elegance Brand (Ash by Elegance & Heather by Elegance)         | 1        | 144+          |
| 6   | Death Dollz (Taya Valkyrie, Rosemary & Jessicka)                   | 1        | 142           |
| 7   | The Beautiful People (Lacey Von Erich, Madison Rayne & Velvet Sky) | 1        | 141           |
| 8   | The Coven (Taylor Wilde & KiLynn King)                             | 1        | 140           |
| 9   | Decay (Havok & Rosemary)                                           | 2        | 139           |
| 10  | The IInspiration (Cassie Lee & Jessie McKay)                       | 1        | 133           |
| 10  | The Malisha (Alisha Edwards & Masha Slamovich)                     | 1        | 133           |
| 12  | Mexican America (Rosita & Sarita)                                  | 1        | 129           |
| 13  | Gail Kim & Madison Rayne                                           | 1        | 126           |
| 13  | Hamada & Taylor Wilde                                              | 1        | 126           |
| 15  | The Influence (Madison Rayne & Tenille Dashwood)                   | 1        | 106           |
| 15  | Sarita & Taylor Wilde                                              | 1        | 106           |
| 15  | TnT (Brooke Tessmacher & Tara)                                     | 1        | 106           |
| 18  | Angelina Love & Winter                                             | 1        | 80            |
| 19  | Awesome Kong & Hamada                                              | 1        | 63            |
| 20  | VXT (Chelsea Green & Deonna Purrazzo)                              | 1        | 56            |
| 21  | Rosemary & Taya Valkyrie                                           | 1        | 54            |
| 22  | Jordynne Grace & Rachael Ellering                                  | 1        | 20            |

#### Por luchadora

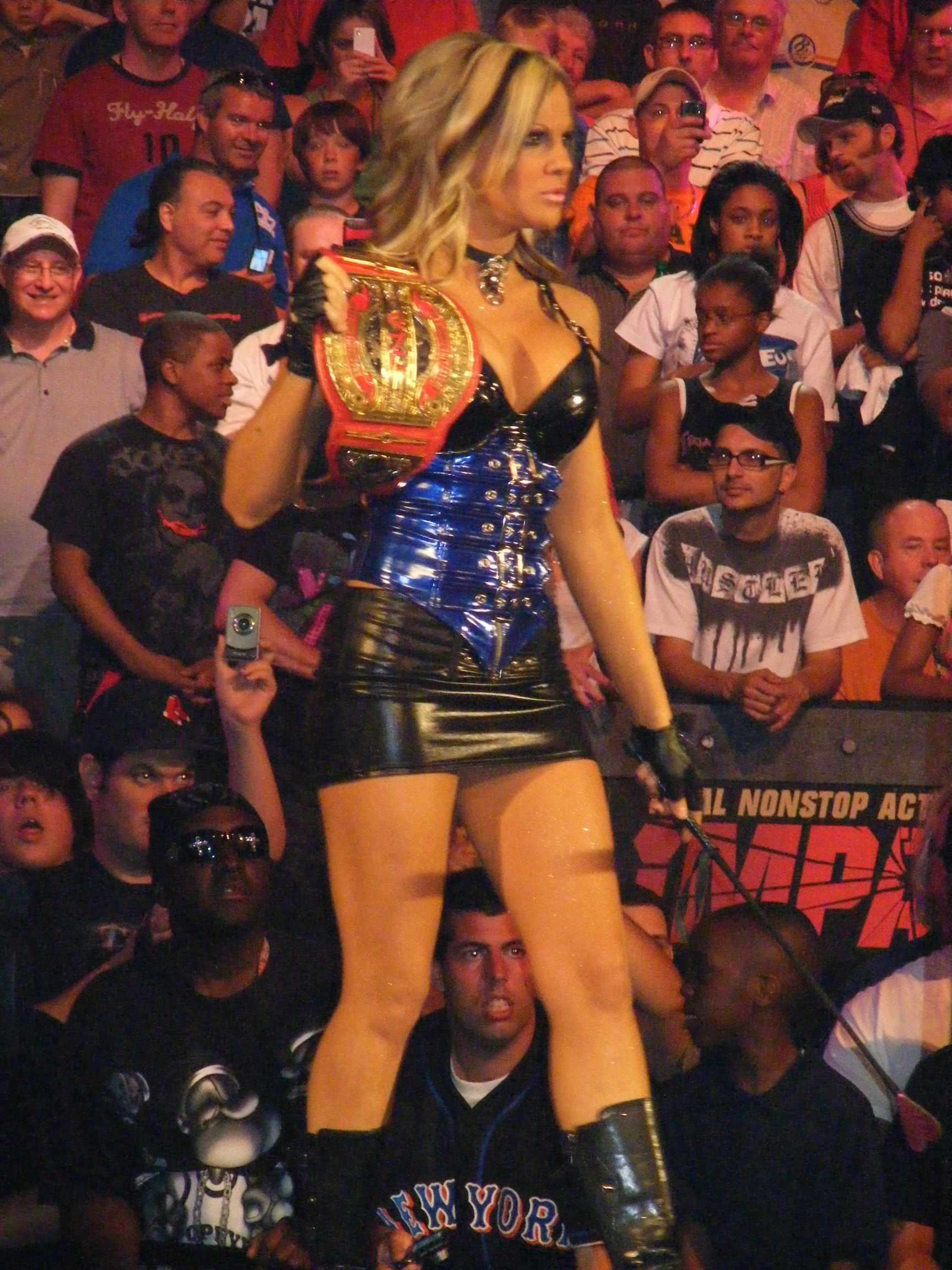
Velvet Sky tiene un reinado de 141 días.

| + | Indica al campeón actual |

| N.º | Luchadora           | Reinados | Total de días |
| --- | ------------------- | -------- | ------------- |
| 1   | Eric Young          | 1        | 469           |
| 1   | ODB                 | 1        | 469           |
| 3   | Madison Rayne       | 3        | 373           |
| 4   | Taylor Wilde        | 3        | 370           |
| 5   | Rosemary            | 4        | 335           |
| 6   | Masha Slamovich     | 3        | 329           |
| 7   | Havok               | 3        | 300           |
| 8   | Dani Luna           | 2        | 238           |
| 8   | Jody Threat         | 2        | 238           |
| 10  | Sarita              | 2        | 227           |
| 11  | Taya Valkyrie       | 2        | 216           |
| 12  | Killer Kelly        | 2        | 196           |
| 13  | Hamada              | 2        | 195           |
| 14  | Kiera Hogan         | 2        | 163           |
| 14  | Tasha Steelz        | 2        | 163           |
| 16  | Ash By Elegance     | 1        | 144+          |
| 16  | Heather By Elegance | 1        | 144+          |
| 18  | Lacey Von Erich     | 1        | 141           |
| 18  | Velvet Sky          | 1        | 141           |
| 20  | KiLynn King         | 1        | 140           |
| 21  | Cassie Lee          | 1        | 133           |
| 21  | Jessie McKay        | 1        | 133           |
| 23  | Alisha Edwards      | 1        | 132           |
| 24  | Rosita              | 1        | 129           |
| 25  | Gail Kim            | 1        | 126           |
| 26  | Tenille Dashwood    | 1        | 107           |
| 27  | Brooke Tessmacher   | 1        | 106           |
| 27  | Tara                | 1        | 106           |
| 29  | Angelina Love       | 1        | 80            |
| 29  | Winter              | 1        | 80            |
| 31  | Awesome Kong        | 1        | 63            |
| 32  | Chelsea Green       | 1        | 56            |
| 32  | Deonna Purrazzo     | 1        | 56            |
| 34  | Jordynne Grace      | 1        | 20            |
| 34  | Rachael Ellering    | 1        | 20            |

### Mayor cantidad de reinados

#### Reinados por equipos
| Reinados | Luchadora (as)                    |
| -------- | --------------------------------- |
| 3 veces  | Decay/Death Dollz                 |
| 2 veces  | Fire 'N Flava, MK Ultra, Spitfire |

#### Reinados por luchadora
| Reinados | Luchadora (as)                                                                                  |
| -------- | ----------------------------------------------------------------------------------------------- |
| 4 veces  | Rosemary.                                                                                       |
| 3 veces  | Madison Rayne, Taylor Wilde, Jessicka Havok, Masha Slamovich.                                   |
| 2 veces  | Hamada, Sarita, Kiera Hogan, Tasha Steelz, Taya Valkyrie, Killer Kelly, Dani Luna, Jody Threat. |